# Pierre de Joncourt
Pierre de Joncourt est un prédicateur et théologien protestant français, né à Clermont (Oise) en 1650 et mort à La Haye le 8 septembre 1720. Il quitte la France aux approches de la révocation de l'édit de Nantes et est nommé pasteur à Middelbourg en 1678.

## Biographie
Issu d’une famille de marchands de Saint-Quentin, convertie à la Réforme assez tôt, il appartient à la 5e génération protestante de cette famille, son arrière-grand-père Antoine VI de Joncourt s’étant converti en même temps que son père Antoine V. Il est un des fils d’Abraham de Joncourt, marchand brasseur à Saint-Quentin et de Suzanne Vignon.
Pierre de Joncourt commence sa carrière ecclésiastique en étant ministre à Clermont-en-Beauvaisis. Il occupe cette fonction lorsqu’il se marie à Guînes le 10 mai 1674, avec Suzanne de Cassel, d’une famille de Calais. Quatre ans plus tard, en 1678, il quitte le royaume et va s’établir en Zeelande, où il devient ministre de l’église Wallonne de Middlebourg ; il y exerce de 1678 à 1699. Pendant cette période, devenu veuf, il se remarie à Amsterdam le 26 juin 1695 avec Élisabeth de Visscher, dont il aura 4 enfants, parmi lesquels le pasteur Élie de Joncourt, homme de lettres et mathématicien.
Sa renommée et ses qualités de prêcheur le font nommer en 1699 ministre de l’Église wallonne de La Haye. Il y exerce jusqu’à sa mort, le 8 septembre 1720. La plupart de ses ouvrages datent de cette période.
Il écrivit contre les Coccéiens. 
Ses Lettres sur les jeux de hasard à La Haye en 1713 s'inscrivent dans une querelle sur les jeux de hasard : elles répondent à la troisième partie des Divers traités sur des matières de conscience du pasteur et moraliste protestant Jean La Placette publiés à Amsterdam en 1697 où il analyse la licéité des jeux de hasard et estime qu'il faut les interdire en raison des abus qu'ils provoquent ; Joncourt attaque cette position en 1713 : il estime que ces jeux sont mauvais en eux-mêmes et illicites par nature. La Placette répond par son Traité des jeux-de-hazard défendu contre les objections de Mr. de Joncourt et de quelques autres, La Haye, 1714 ; Joncourt réplique par une Nouvelle lettre sur les jeux de hasard pour servir de réplique à la défense de M. de La Placette.

## Œuvres
- Entretiens sur les différentes méthodes d'expliquer l'Écriture et de prêcher de ceux qu'on appelle coccéiens et voéliens dans les Provinces-Unies, Amsterdam, 1707, in-12 ;
- Nouveaux Entretiens, Amsterdam, 1708, in-12 ;
- Pensées utiles aux chrétiens de tous états, La Haye, 1710, in-8 ;
- Lettres sur les jeux de hasard, La Haye, 1713, in-8 ;
- Nouvelle lettre sur les jeux de hasard pour servir de réplique à la défense de M. de La Placette, La Haye, 1713, in-12 ;
- Lettres critiques sur divers sujets importants de l'Écriture sainte, Amsterdam, 1715, in-12 ;
- Entretiens sur l'état présent de la religion en France, où l'on traite amplement de l'autorité des papes et de ses fondements, La Haye, 1725, in-12.